# Superettan 2010
Die Superettan 2010 war die elfte Spielzeit der zweithöchsten schwedischen Fußballliga unter diesem Namen und die insgesamt 82. Spielzeit seit der offiziellen Einführung einer solchen im Jahr 1928. Die Saison begann am 10. April und endete am 23. Oktober 2010.
Syrianska FC stieg als Zweitligameister erstmals in der Vereinsgeschichte in die Allsvenskan auf, Mitaufsteiger war der mehrfache Landesmeister IFK Norrköping. Zudem qualifizierte sich GIF Sundsvall für die Relegationsspiele zur ersten Liga, verlor aber beide Spiele gegen Gefle IF. Am hinteren Tabellenende belegten FC Trollhättan und Väsby United die Abstiegsränge. Jönköpings Södra IF und Östers IF traten in der Relegation zur Division 1 an, gewannen aber alle Partien gegen IK Sirius respektive Qviding FIF. Im Februar 2011 meldete Örgryte IS Konkurs an. Der Klub wurde in die Drittklassigkeit zurückgestuft und durch Qviding FIF als besten Verlierer in den Relegationsspielen ersetzt.

## Abschlusstabelle
| Pl. | Verein                    | Sp. | S  | U  | N  | Tore    | Diff. | Punkte |
| --- | ------------------------- | --- | -- | -- | -- | ------- | ----- | ------ |
| 1.  | Syrianska FC              | 30  | 16 | 8  | 6  | 046:270 | +19   | 56     |
| 2.  | IFK Norrköping            | 30  | 17 | 5  | 8  | 051:330 | +18   | 56     |
| 3.  | GIF Sundsvall             | 30  | 13 | 12 | 5  | 056:390 | +17   | 51     |
| 4.  | Assyriska Föreningen (RV) | 30  | 13 | 7  | 10 | 048:420 | +6    | 46     |
| 5.  | Landskrona BoIS           | 30  | 13 | 6  | 11 | 040:390 | +1    | 45     |
| 6.  | Ljungskile SK             | 30  | 11 | 11 | 8  | 047:350 | +12   | 44     |
| 7.  | Falkenbergs FF            | 30  | 11 | 11 | 8  | 046:340 | +12   | 44     |
| 8.  | Hammarby IF (A)           | 30  | 12 | 7  | 11 | 045:400 | +5    | 43     |
| 9.  | Örgryte IS (A) 1          | 30  | 9  | 15 | 6  | 043:350 | +8    | 42     |
| 10. | Degerfors IF (N)          | 30  | 12 | 6  | 12 | 043:450 | −2    | 42     |
| 11. | IK Brage (N)              | 30  | 11 | 8  | 11 | 036:380 | −2    | 41     |
| 12. | Ängelholms FF             | 30  | 9  | 10 | 11 | 039:390 | ±0    | 37     |
| 13. | Jönköpings Södra IF       | 30  | 9  | 9  | 12 | 040:470 | −7    | 36     |
| 14. | Östers IF (N)             | 30  | 8  | 5  | 17 | 030:540 | −24   | 29     |
| 15. | FC Trollhättan            | 30  | 5  | 8  | 17 | 032:660 | −34   | 23     |
| 16. | Väsby United              | 30  | 4  | 6  | 20 | 031:600 | −29   | 18     |

Platzierungskriterien: 1. Punkte – 2. Tordifferenz – 3. geschossene Tore

| Zum Saisonende 2010: |                                                                           |
| Aufsteiger in die Allsvenskan 2011: Syrianska FC & IFK Norrköping Teilnehmer an den Aufstiegsrelegation gegen den 14. der Allsvenskan 2010: GIF Sundsvall Teilnehmer an der Relegation zur Division 1 2011: Jönköpings Södra IF & Östers IF Absteiger in die Division 1 2011: Örgryte IS, Väsby United & FC Trollhättan |                                                                           |
| |                                                                           |
| Zum Saisonende 2009: |                                                                           |
| (A) | Absteiger aus der Allsvenskan 2009: Hammarby IF, & Örgryte IS             |
| (N) | Neuaufsteiger aus der Division 1 2009: Degerfors IF, IK Brage & Östers IF |
| (RV) | Verlierer der Relegationsspiele: Assyriska Föreningen                     |

## Relegationsspiele
Zur Allsvenskan 2011:
Der 3. der Superettan 2010 spielte gegen den 14. der Allsvenskan 2010 in einer Play-off-Runde mit Hin- und Rückspiel um die Relegation. Das Hinspiel fand am 10. und das Rückspiel am 14. November 2010 statt. Der Sieger qualifizierte sich für die Allsvenskan 2011.
|               | Gesamt |          | Hinspiel | Rückspiel |
| ------------- | ------ | -------- | -------- | --------- |
| GIF Sundsvall | 0:3    | Gefle IF | 0:1      | 0:2       |

Zur Superettan 2011:
Die Mannschaften auf den Plätzen 13. und 14. der Superettan 2010 spielten gegen die jeweils 2. der Nord-/Südstaffel der Division 1 in einer Play-off-Runde mit Hin- und Rückspiel um die Relegation. Die Spiele fanden zwischen dem 31. Oktober und 7. November 2010 statt. Die beiden Sieger qualifizierten sich für die Superettan 2011.
|             | Gesamt |                     | Hinspiel | Rückspiel |
| ----------- | ------ | ------------------- | -------- | --------- |
| Qviding FIF | 1:4    | Östers IF           | 0:2      | 1:2       |
| IK Sirius   | 0:4    | Jönköpings Södra IF | 0:1      | 0:3       |

## Torschützenliste
| Platz | Spieler                   | Mannschaft          | Tore |
| ----- | ------------------------- | ------------------- | ---- |
| 1.    | Linus Hallenius           | Hammarby IF         | 18   |
| 2.    | Peter Ijeh                | Syrianska FC        | 17   |
| 3.    | Peter Samuelsson          | Degerfors IF        | 15   |
| 4.    | Pär Cederqvist            | Jönköpings Södra IF | 14   |
| 5.    | Daniel Åkervall           | IK Brage            | 13   |
| 5.    | Gabriel Altemark-Vanneryr | Ljungskile SK       | 13   |
| 5.    | Shpetim Hasani            | IFK Norrköping      | 13   |

## Besonderheiten
Wegen des Doppelmordes an Assyriska-Föreningen-Spieler Eddie Moussa und dessen Bruder am 1. Juli 2010 im Spielklub „Oasen“ wurde das für den 1. Juli 2010 angesetzte Spiel zwischen Föreningen und Ängelholm zunächst abgesagt. Es wurde am 1. September nachgeholt.